# Корсунський ґебіт
Ко́рсунський ґебі́т, окру́га Ко́рсунь (нім. Kreisgebiet Korssun) — адміністративно-територіальна одиниця Генеральної округи Київ Райхскомісаріату Україна протягом німецької окупації Української РСР під час Німецько-радянської війни. Адміністративним центром ґебіту було місто Корсунь.
Ґебіт утворено 20 жовтня 1941 року на території нинішньої Київської та Черкаської областей. Поділявся на 5 районів (нім. Rayons). Існував до взяття Корсуня радянськими військами 14 лютого 1944 року. Охоплював територію п’ятьох районів тодішньої Київської області: Богуславського, Канівського, Корсунського, Лисянського і Миронівського та, відповідно, поділявся на п’ять районів: Богуслав (Rayon Boguslaw), Канів (Rayon Kanew), Корсунь (Rayon Korssun), Лисянка (Rayon Lysianka) і Миронівка (Rayon Mironowka), межі яких збігалися з тогочасним радянським адміністративним поділом. При цьому зберігалася структура адміністративних і господарських органів УРСР. Всі керівні посади в ґебіті обіймали німці, головним чином з числа тих, що не підлягали мобілізації до вермахту. Лише старостами районів і сіл призначали лояльних до окупантів місцевих жителів або фольксдойчів.